# 聖塞瓦斯蒂安科阿坦
聖塞瓦斯蒂安科阿坦（西班牙語：San Sebastián Coatán），是危地馬拉的城鎮，位於該國西北部，由韋韋特南戈省負責管轄，面積168平方公里，海拔高度2,445米，2002年人口18,022，人口密度每平方公里107.27人。
15°44′N 91°34′W / 15.733°N 91.567°W